# Стародавня ДНК

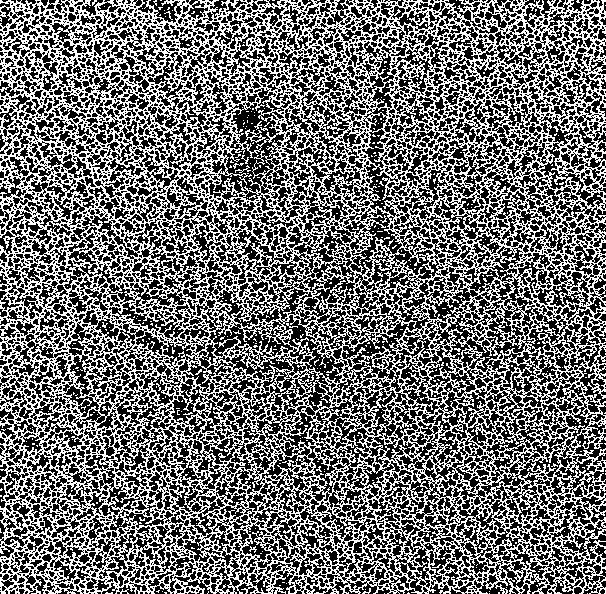
ДНК з перехресними зв'язками, отримана з печінки віком 4000 років, що належала єгипетському жрецю Некхт-Анкху

Стародавня ДНК — ДНК, отримана зі стародавніх зразків. Вона може також бути приблизно визначена як ДНК, отримана з біологічних зразків, що не були попередньо збережені для пізнішого аналізу ДНК. Прикладами є ДНК, отримана з археологічних та історичних скелетних матеріалів, муміфікованих тканин, архівних колекцій незаморожених медичних зразків, збережених залишків рослин, льоду та багаторічної мерзлоти, планктону голоцену у морських та озерних відкладах, і тому подібне. Якість стародавньої ДНК низька. Це обмежує результати, яких можна досягти аналізом. Більш того, через деградацію молекул ДНК, — процес, що приблизно корелює з такими чинниками як час, температура та наявність доступної води, — існують верхні ліміти, після яких виживання ДНК малоймовірне. Аллентофт et al. (2012) спробували вирахувати цей ліміт, вивчаючи розкладання мітохондріальної та ядерної ДНК в кістках моа. ДНК деградує за експоненційним законом. Відповідно до моделі дослідників, мітохондріальна ДНК деградує до середньої довжини у 1 пару основ через 6 830 000 років при температурі −5 °C. Кінетика розкладання була виміряна за допомогою експериментів з прискореного старіння, ще більш наочно показуючи сильний вплив температури збереження і вологості на деградацію ДНК. Ядерна ДНК деградує вдвічі швидше, ніж мітохондріальна. Таким чином, ранні дослідження, які повідомляли про знаходження більш стародавньої ДНК, наприклад з решток динозаврів крейдового періоду, напевно були отримані через забруднення зразків.

## Дослідники, що спеціалізуються на стародавній ДНК
- Сванте Паабо
- Девід Райх